# Kinder Scout
Kinder Scout es una meseta de páramos y una reserva natural nacional en el Dark Peak del Peak District, en  Derbyshire, Inglaterra. Parte del páramo, a 636 metros (2086,6 pies) sobre el nivel del mar, es el punto más alto en el Peak District, en Derbyshire y las Tierras Medias Orientales; esta cumbre a veces se llama simplemente the Peak. En condiciones climáticas excelentes, la ciudad de Mánchester y su conurbación se pueden ver desde los bordes occidentales, así como Winter Hill cerca de Bolton y las montañas de Snowdonia en el norte de Gales.
Al norte, al otro lado del Snake Pass, se encuentran los altos páramos de Bleaklow y Black Hill, que tienen una elevación similar.

## Etimología
El nombre "Kinder" se registró por primera vez en el libro Domesday de 1086 como Chendre, y tiene un significado oscuro. Se cree que es de origen preinglés. "Scout" es una palabra antigua para designar una roca alta y sobresaliente (derivada del nórdico skúte), y se refiere a los acantilados en el lado occidental de la meseta.

## Acceso público
Se puede acceder a Kinder Scout desde los pueblos de Hayfield y Edale en High Peak, Derbyshire. Es un lugar popular para practicar senderismo y el Pennine Way cruza Kinder Scout y los páramos al norte. Esto ha resultado en la erosión de la turba subyacente, lo que provocó el trabajo del Consejo del Condado de Derbyshire y la Autoridad del Parque Nacional de Peak District para repararla, junto con el propietario del terreno, el National Trust.
Partes de la meseta de Kinder Scout (excepto los derechos de paso legales) todavía están cerradas ocasionalmente por motivos de conservación, seguridad pública, caza de urogallos o prevención de incendios, pero generalmente se notifica con anticipación en el sitio web de la Autoridad del Parque Nacional de Peak District.

## Puntos de interés

### Cascada de Kinder

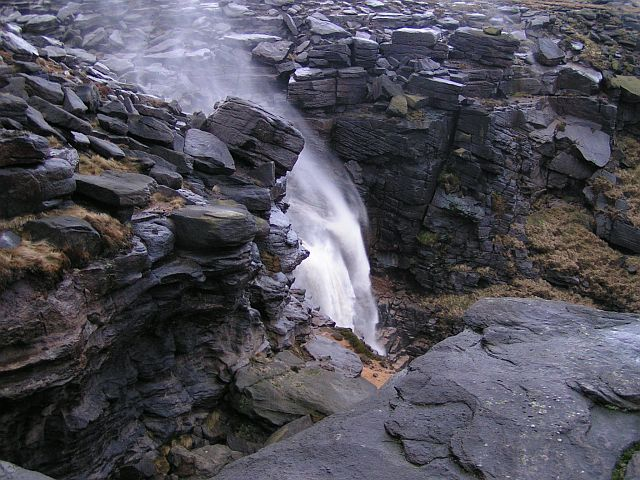
Cascada de Kinder

La cascada de Kinder es la cascada más alta del Peak District, con una caída de 30 metros. Se encuentra en el río Kinder, donde fluye hacia el oeste sobre uno de los acantilados de arenisca en el borde de la meseta. Aunque por lo general es poco más que un goteo en verano, en condiciones de avalancha es impresionante. En ciertas condiciones de viento (sobre todo cuando hay un fuerte viento del oeste), el agua se vuelve sobre sí misma y la nube de rocío resultante se puede ver desde varias millas de distancia. En los inviernos fríos, la cascada se congela, proporcionando a los montañeros locales un desafío helado que se puede escalar con piolets, cuerdas y crampones. Debajo de la caída, el río Kinder desemboca en el embalse de Kinder.

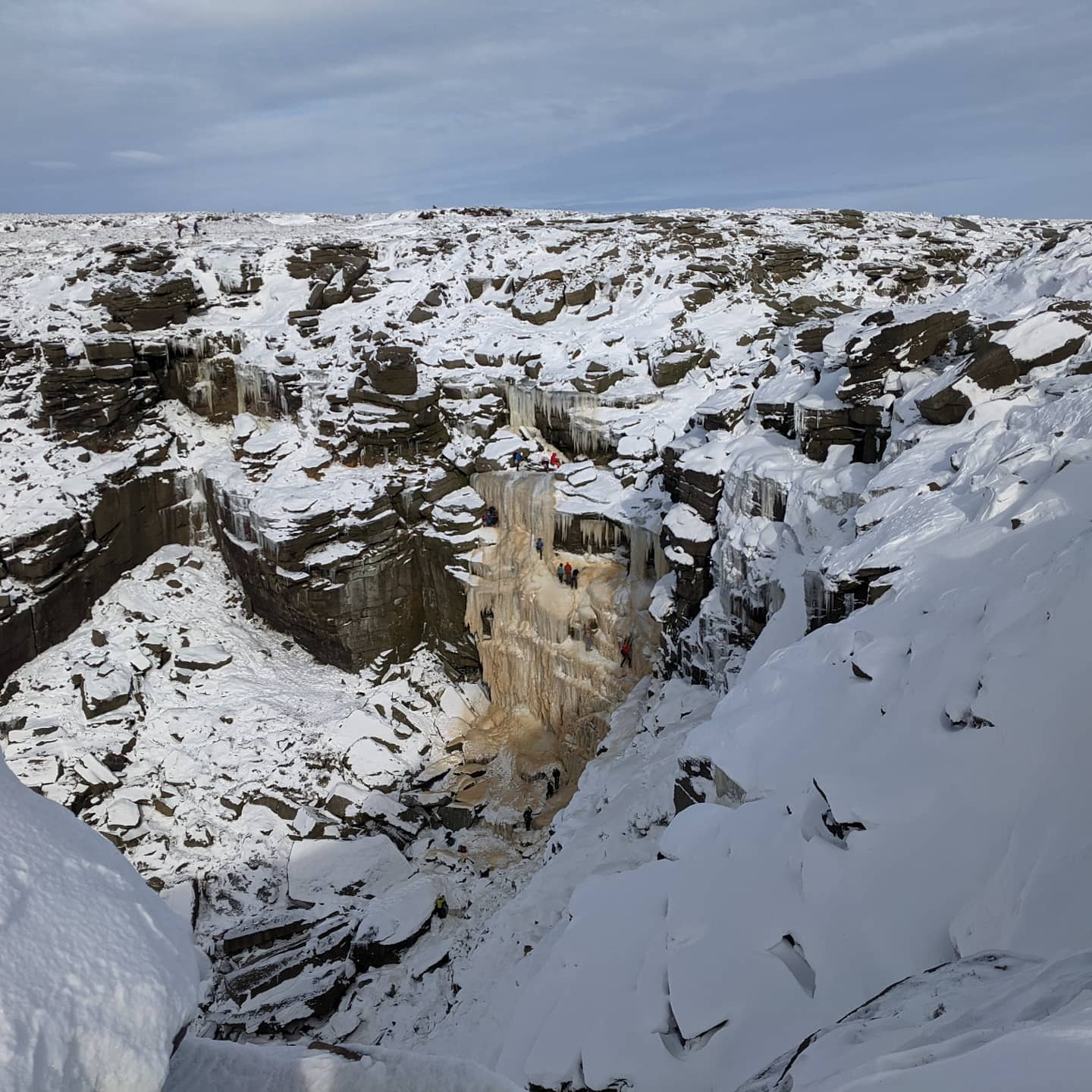
Cascada de Kinder congelada en invierno

### Acantilados de piedra arenisca
Algunos de los muchos acantilados de piedra arenisca de Kinder aparecieron en la primera guía de escalada en roca del Peak District, Some Gritstone Climbs, publicada en 1913 y escrita por John Laycock .

### Cruz de Edale

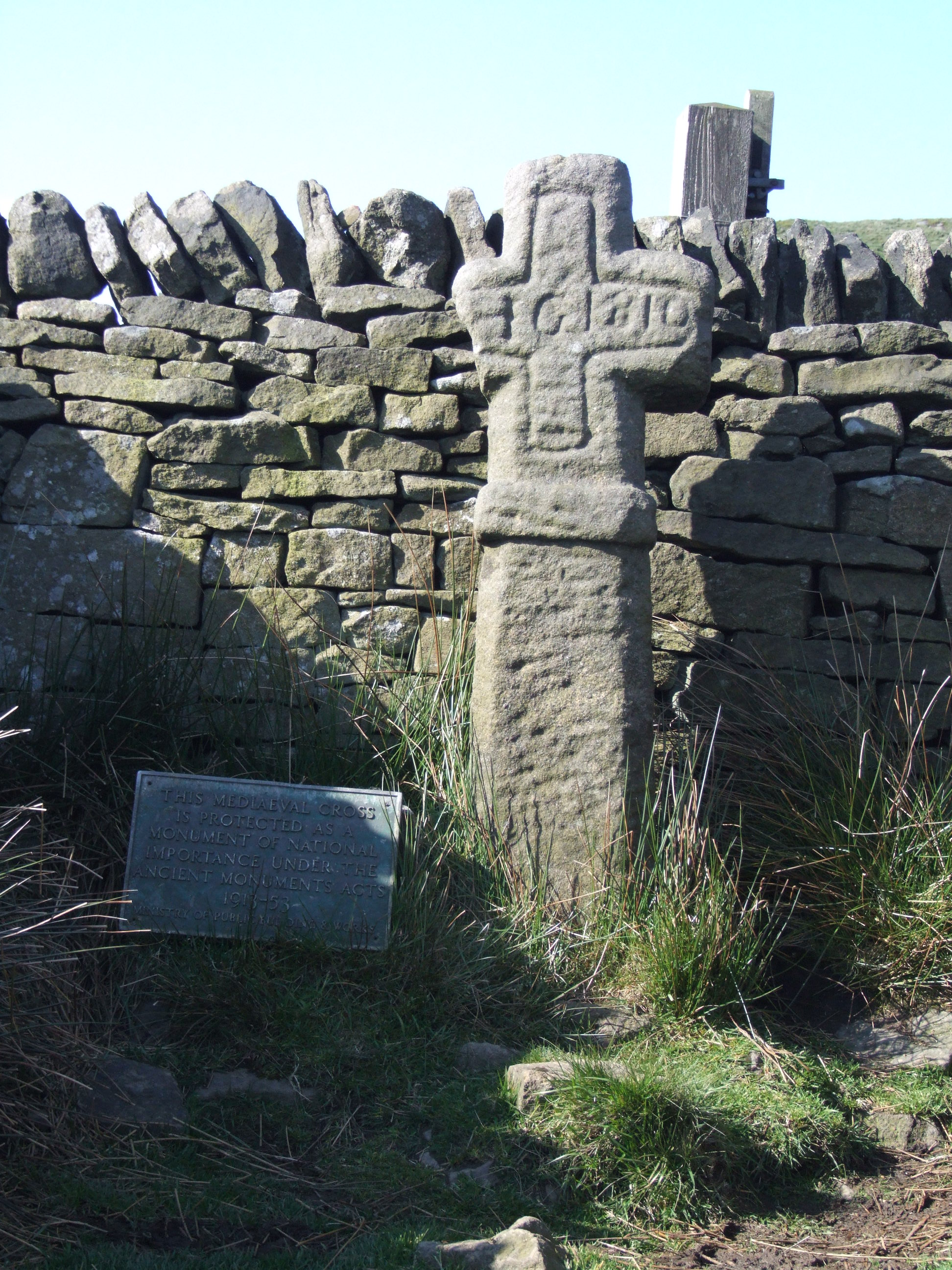
Cruz de Edale

La cruz de Edale se encuentra inmediatamente al sur de Kinder Scout, debajo de Kinder Low y en la antigua carretera de Hayfield a Edale. Marca el antiguo cruce de los tres distritos del Bosque de Peak: Glossop y Longdendale, Hopedale y Campagna. La primera cruz en el sitio puede haber sido establecida por los abades de la abadía de Basingwerk para marcar el límite sur de su tierra, otorgada en 1157. Se desconoce la fecha de la cruz actual, aunque una placa anexa y su catalogación como Monumento Planificado la sitúan en época medieval. En algún momento se cayó y fue reconstruido en 1810, cuando se tallaron en él la fecha y las iniciales JG, WD, GH, JH y JS. Estos representan a John Gee, William Drinkwater, George y Joseph Hadfield y John Shirt, agricultores locales de la época, quienes levantaron la cruz.

### Mermaid´s Pool
Se dice que Mermaid's Pool, un pequeño estanque debajo de la cascada de Kinder, está habitado por una sirena que otorgará la inmortalidad a quien la vea en la víspera de Pascua.

### Kinder Low
Kinder Low a 633 metros (2076,8 pies) sobre el nivel del mar es una cumbre subsidiaria en la esquina suroeste de la meseta. Coronado por un punto geodésico y con fuertes pendientes hacia el sur y el oeste, a menudo se lo confunde con el punto más alto. La cumbre verdadera, que tiene 3 metros (9,8 pies) más de altura, es un punto sin marcar en la meseta plana unos 900 metros (2952,8 pies) al noreste.
Un túmulo de cuencos, que se cree que no ha sido excavado y que data de la Edad del Bronce, se encuentra en Kinder Low, una proyección occidental del macizo principal sobre Hayfield.